# Extravasation (intraveineuse)
Pour l'extravasation en général, et donc pas seulement médicamenteuse, voir Extravasation.
 Mise en garde médicale
L'extravasation est la fuite de médicaments perfusés par voie intraveineuse (IV) et potentiellement dommageables dans le tissu extravasculaire autour du site de perfusion. La fuite peut se produire par des veines cassantes chez les personnes âgées, par un accès de ponction veineuse antérieur ou par une fuite directe de dispositifs d'accès veineux mal positionnés. Lorsque la fuite n'a pas de conséquence néfaste, on parle d' infiltration . L'extravasation du médicament pendant le traitement intraveineux est un événement indésirable lié au traitement qui, selon le médicament, la quantité d'exposition et l'emplacement, peut potentiellement causer des blessures graves et des dommages permanents, tels que la nécrose des tissus. Les conséquences plus bénignes de l'extravasation comprennent une irritation, caractérisée par une douleur et des signes d'inflammation locale, à savoir chaleur, érythème .

## Médicaments
Des complications liées à l'extravasation sont possibles avec n'importe quel médicament. L'extravasation peut entraîner des lésions tissulaires irréversibles.
L'extravasation est particulièrement grave pendant la chimiothérapie, car les médicaments  de chimiothérapie sont très toxiques.

## Traitement
Le meilleur "traitement" de l'extravasation est la prévention. Selon le médicament qui s'est extravasé, il existe des options de gestion et des traitements potentiels qui visent à minimiser les dommages, bien que l'efficacité de bon nombre de ces traitements n'ait pas été bien étudiée. En cas de nécrose tissulaire, un débridement chirurgical et une reconstruction peuvent être nécessaires.

## Exemples de médicaments vésicants
Liste des médicaments vésicants et irritants:

### Médicaments cytotoxiques
| - Amsacrine - Cisplatine - Actinomycine D - Daunorubicine - Docetaxel - Doxorubicine | - Épirubicine - Idarubicine - Chlorméthine - Mitomycine C - Mitoxantrone - Oxaliplatine | - Paclitaxel - Vinblastine - Vincristine - Vindésine - Vinorelbine |

### Médicaments non cytotoxiques
| - Acyclovir - Adrenergic agonists (e.g. dobutamine, adrenaline) - Alcohol - Aminophylline - Amiodarone - Amphotéricine - Arginine - Chlordiazépoxide | - Calcium solutions (e.g. gluconate de calcium) - Diazepam - Digoxine - Mannitol - Metronidazole - Nafcilline - Nitroglycerine - Oxacilline - Phénytoïne | - Prométhazine - Propylene glycol - Sodium thiopental - Tetracycline - Nutrition parentérale - Valproate - Vancomycine - Vasopressine |